# Majindeïta
La majindeïta és un mineral de la classe dels òxids que pertany al grup de la kamiokita. Rep el seu nom del mineralogista Ma Jinge (1939-1991), de la Universitat de Wuhan, a la Xina.

## Característiques
La majindeïta és un òxid de fórmula química Mg₂Mo₃O₈. Cristal·litza en el sistema hexagonal. És l'anàleg de magnesi de la kamiokita. Les seves fases associades inclouen aliatges de níquel i ferro, i de ruteni, osmi i iridi.
Segons la classificació de Nickel-Strunz, la majindeïta pertany a «04.CB: Òxids amb proporció metall:oxigen = 2:3, 3:5, i similars, amb cations de mida mitja» juntament amb els següents minerals: brizziïta, corindó, ecandrewsita, eskolaïta, geikielita, hematites, ilmenita, karelianita, melanostibita, pirofanita, akimotoïta, romanita, tistarita, avicennita, bixbyita, armalcolita, pseudobrookita, mongshanita, zincohögbomita-2N2S, zincohögbomita-2N6S, magnesiohögbomita-6N6S, magnesiohögbomita-2N3S, magnesiohögbomita-2N2S, ferrohögbomita-2N2S, pseudorútil, kleberita, berdesinskiïta, oxivanita, olkhonskita, schreyerita, kamiokita, nolanita, rinmanita, iseïta, claudetita, estibioclaudetita, arsenolita, senarmontita, valentinita, bismita, esferobismoïta, sil·lenita, kyzylkumita i tietaiyangita.

## Formació i jaciments
Va ser descoberta al meteorit Allende, trobat a Pueblito de Allende, a l'estat de Chihuahua, a Mèxic, en inclusions de calci i alumini a dins del meteorit, associada a espinel·la, apatita i a un òxid de niobi encara sense identificar. Es tracta de l'únic indret on ha estat trobada aquesta espècie mineral.